# Boston University Terriers
Boston University Terriers är en idrottsförening tillhörande Boston University och har som uppgift att ansvara för universitetets idrottsutövning.

## Idrotter
Terriers deltager i följande idrotter:
| Herrar - Basket - Fotboll - Friidrott - Ishockey - Lacrosse - Rodd - Simning - Simhopp - Tennis - Terränglöpning | Damer - Basket - Fotboll - Friidrott - Golf - Ishockey - Lacrosse - Landhockey - Rodd - Simning - Simhopp - Softboll - Tennis - Terränglöpning |

## Idrottsutövare

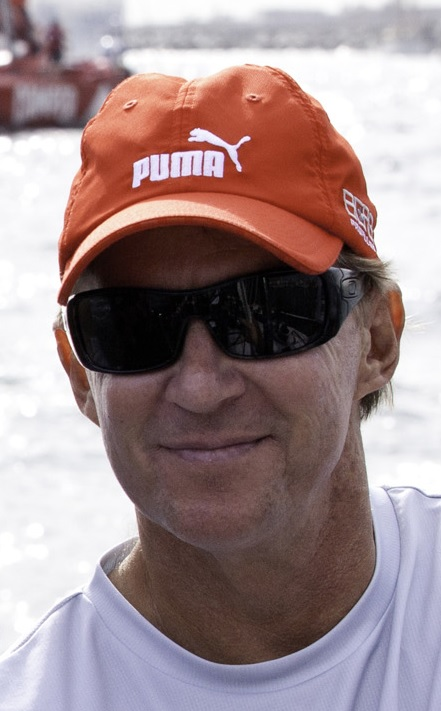
Ken Read.

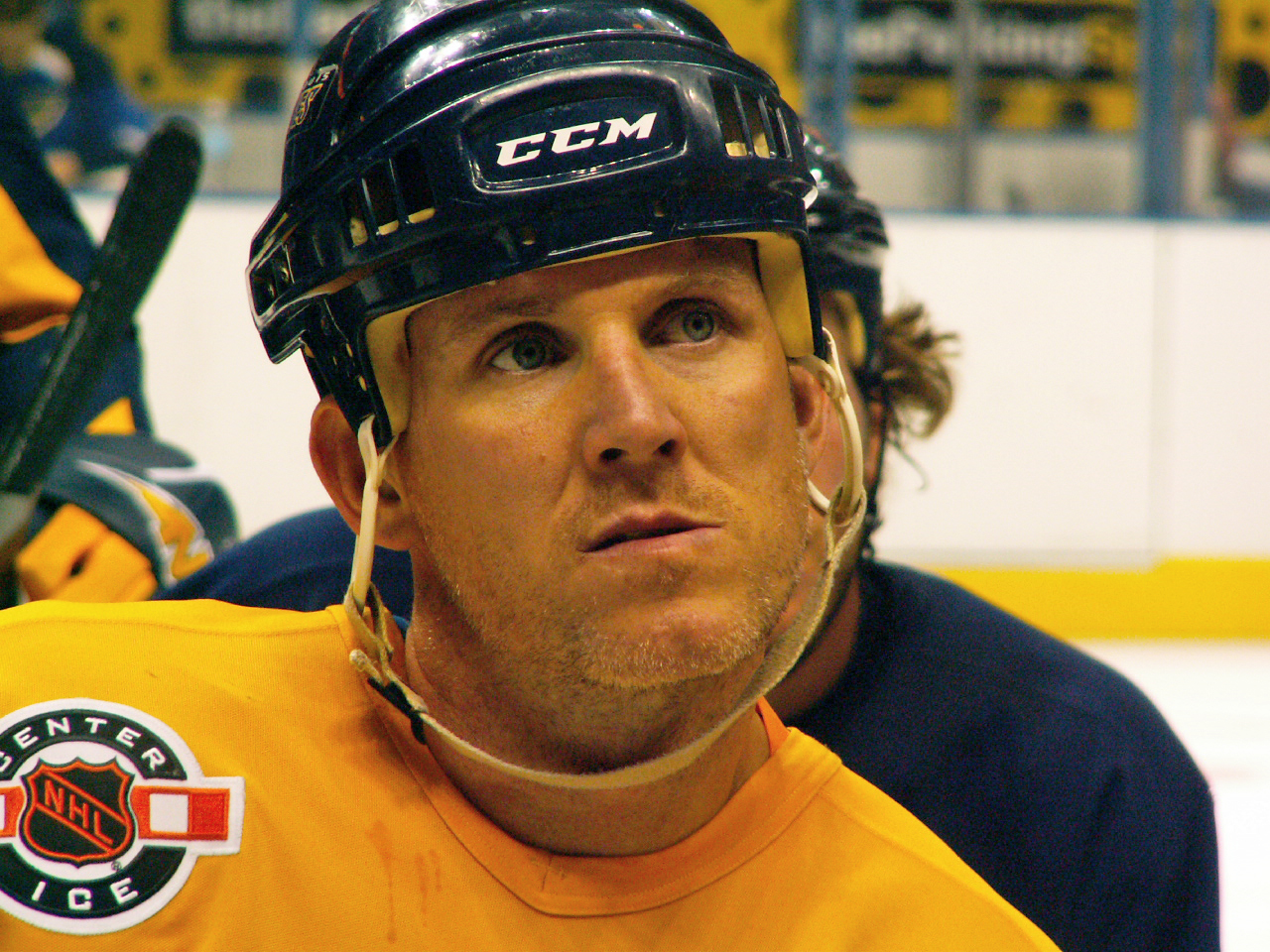
Keith Tkachuk.

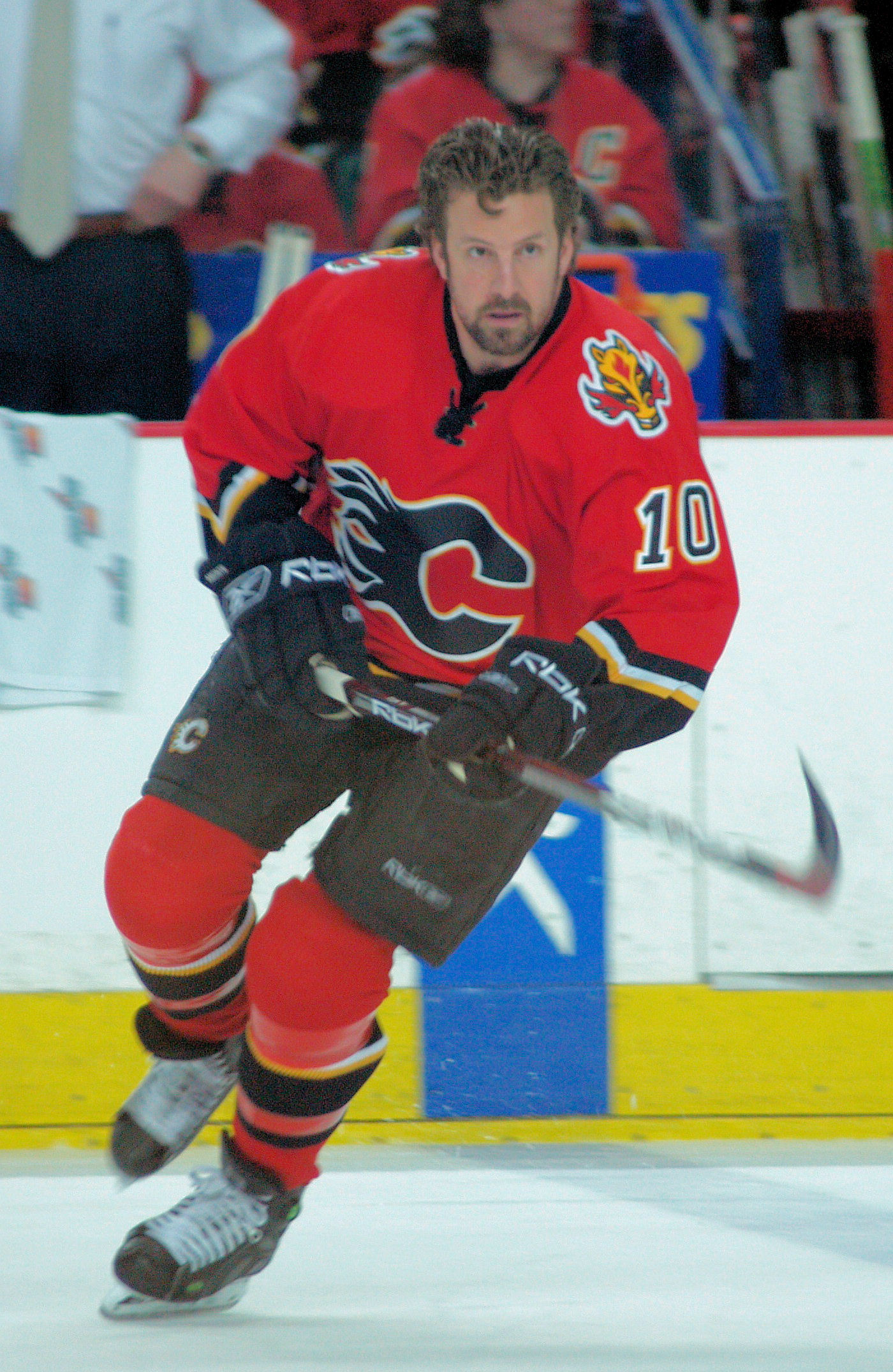
Tony Amonte.

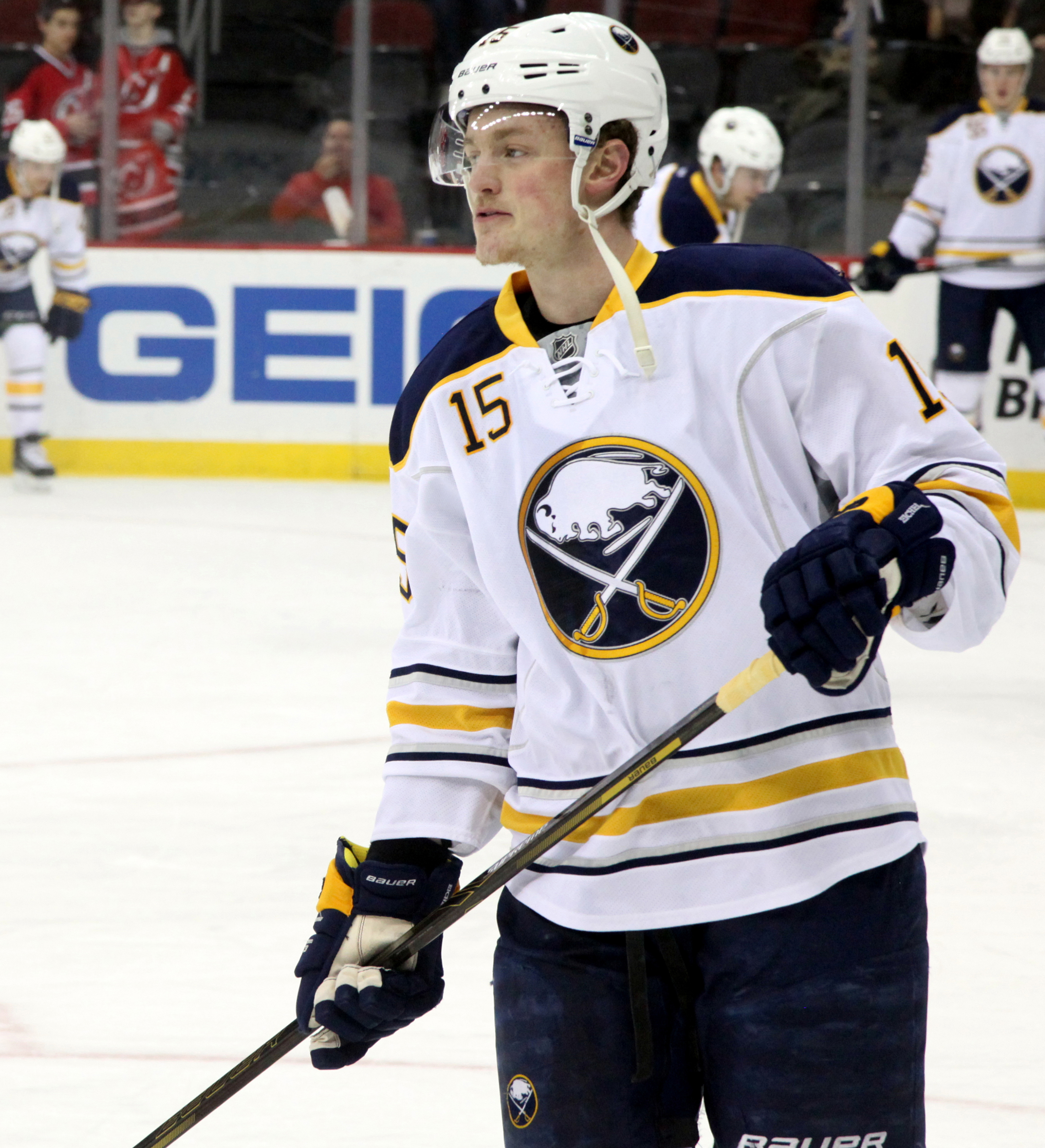
Jack Eichel.

| Ishockey - Tony Amonte - Adrian Aucoin - Kieffer Bellows - Nick Bonino - Macklin Celebrini - Alex Chiasson - Adam Clendening - Drew Commesso - Chris Connolly - Charlie Coyle - Cameron Crotty - John Curry - Joe DiPenta - Rick DiPietro - Chris Drury - Jack Eichel - Mike Eruzione - Dante Fabbro - Joel Farabee - Domenick Fensore - Jakob Forsbacka Karlsson - Matt Gilroy - Ryan Greene - Jordan Greenway - A.J. Greer - Mike Grier - Eric Gryba - Matt Grzelcyk - Lane Hutson - Quinn Hutson - John Hynes - Devin Kaplan - Chris Kelleher - Clayton Keller - Scott Lachance | - John McCarthy - Shawn McEachern - Wade Megan - Freddy Meyer - Matt Nieto - Matt O'Connor - Danny O'Regan - Tom O'Regan - Jake Oettinger - Jay Pandolfo - Marie-Philip Poulin - David Quinn - Jēkabs Rēdlihs - Evan Rodrigues - David Sacco - Joe Sacco - Kevin Shattenkirk - Dave Silk - Brian Strait - Mike Sullivan - Brady Tkachuk - Keith Tkachuk - David Van der Gulik - Alex Vlasic - Jennifer Wakefield - Catherine Ward - David Warsofsky - Tara Watchorn - Ryan Whitney - Colin Wilson - Brandon Yip - Scott Young - Trevor Zegras Segling - Ken Read |